# برلمان آلاند
برلمان آلاند (بالإنجليزية: Parliament of Åland)‏ هو الهيئة التشريعية في جزر أولاند، الذي تأسس في 9 يونيو 1922، ويتكون من 30 مقعداً، يقع المقر الرئيسي له في ماريهامن.